# Bakary Koné
Bakary Koné (Uagadugú, Burkina Faso, 27 de abril de 1988) es un exfutbolista burkinés que jugaba de defensa.

## Selección nacional
Fue internacional con la selección de fútbol de Burkina Faso en 83 ocasiones.

### Participaciones en Copas África
| Mundial                        | Sede                    | Resultado     |
| ------------------------------ | ----------------------- | ------------- |
| Copa Africana de Naciones 2010 | Angola                  | Primera fase  |
| Copa Africana de Naciones 2012 | Gabón Guinea Ecuatorial | Primera fase  |
| Copa Africana de Naciones 2013 | Sudáfrica               | Subcampeón    |
| Copa Africana de Naciones 2015 | Guinea Ecuatorial       | Primera fase  |
| Copa Africana de Naciones 2017 | Gabón                   | Tercer puesto |

## Clubes
| Club                       | País         | Año       |
| -------------------------- | ------------ | --------- |
| Étoile Filante             | Burkina Faso | 2005-2006 |
| E. A. Guingamp             | Francia      | 2006-2011 |
| Olympique de Lyon          | Francia      | 2011-2016 |
| Málaga C. F.               | España       | 2016-2018 |
| R. C. Estrasburgo (cedido) | Francia      | 2017-2018 |
| Ankaragücü                 | Turquía      | 2018-2019 |
| P. F. C. Arsenal Tula      | Rusia        | 2019-2020 |
| Kerala Blasters            | India        | 2020-2021 |

## Palmarés

### Campeonatos nacionales
| Título               | Club              | País    | Año  |
| -------------------- | ----------------- | ------- | ---- |
| Copa de Francia      | E. A. Guingamp    | Francia | 2009 |
| Copa de Francia      | Olympique de Lyon | Francia | 2012 |
| Supercopa de Francia | Olympique de Lyon | Francia | 2012 |